# Henning Riecke

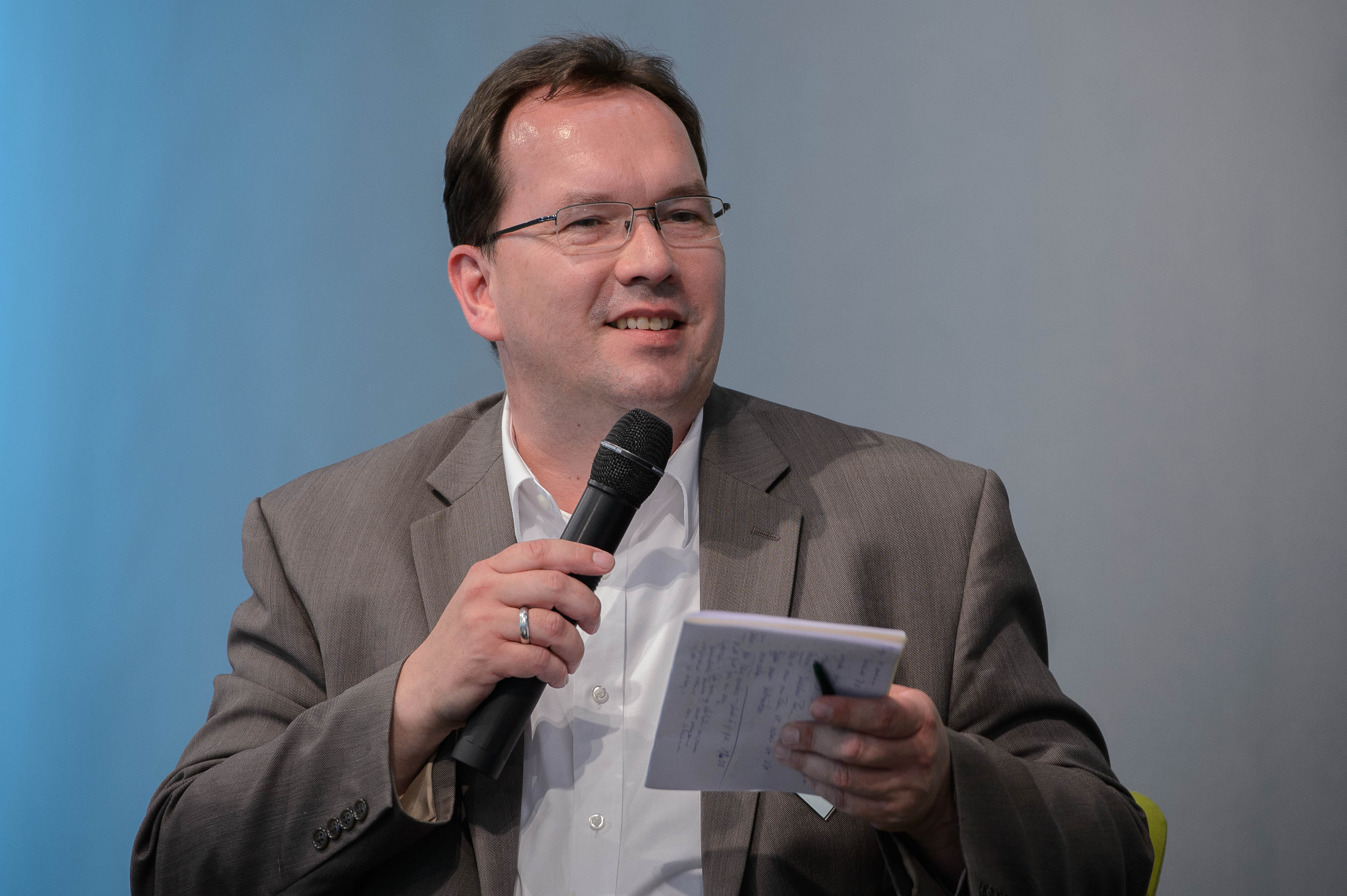
Henning Riecke, 2013

Henning Riecke (* 1966) ist ein deutscher Politikwissenschaftler. Er war langjähriger Programmleiter bei der Deutschen Gesellschaft für Auswärtige Politik (DGAP) und ist aktuell als Leiter des Kompetenzzentrums Strategische Vorausschau an der Bundesakademie für Sicherheitspolitik beschäftigt.

## Leben und Werdegang
Riecke studierte Politikwissenschaft/Internationale Beziehungen, Geschichte und Volkswirtschaft in Frankfurt am Main und Berlin. Er promovierte mit einer Arbeit über die nukleare Nichtverbreitungspolitik der Clinton-Regierung und hat ein Diplom in Politikwissenschaft der Freien Universität Berlin (FU). 1994 bis 1999 war er wissenschaftlicher Mitarbeiter an der Arbeitsstelle Transatlantische Außen- und Sicherheitspolitik der FU. 1995 ging er als Visiting Fellow zum Center for Science and International Affairs, Kennedy School of Government, Harvard University.
Er führte als Thyssen Post-Doc-Stipendiat ein einjähriges Projekt zur Kleinwaffenpolitik der USA am Weatherhead Center for International Affairs der Harvard University durch.
Henning Riecke war bei der DGAP von November 2000 bis Mai 2021 als wissenschaftlicher Mitarbeiter verantwortlich für die Studiengruppen „Strategische Fragen“, „Europapolitik“ und „Globale Zukunftsfragen“. Seit Januar 2009 war er zudem Leiter des Programms USA/Transatlantische Beziehungen. 
Seit Mai 2021 ist er als zunächst Referent und seit 2024 als Leiter des Bereichs Strategische Vorausschau an der Bundesakademie für Sicherheitspolitik in Berlin tätig.

## Interviews
- ARTE Journal – 19. August 2013
- Deutschlandradio Kultur – 9. Juli 2015
- n-tv – 29. September 2015

## Werke
- Helga Haftendorn, Henning Riecke (1999): --die volle Macht eines souveränen Staates--: die Alliierten Vorbehaltsrechte als Rahmenbedingung westdeutscher Außenpolitik, 1949-1990. Berlin-Brandenburgische Akademie der Wissenschaften, Nomos Verlag. ISBN 978-3-7890-6008-3.
- Henning Riecke (2002): The most ambitious agenda. Berlin, Freie Univ., Überarbeitete Dissertation.
- Henning Riecke & Harald Müller (2004): Proliferation. Bielefeld, Bertelsmann. ISBN 3-7639-3200-3.
- Henning Riecke (2007). (Hrsg.): Die Transformation der Nato. Baden-Baden, Nomos Verlag. ISBN 978-3-8329-2495-9.
- Sebastian Kurpas, Henning Riecke (2007): The 2007 German EU Presidency: A Midterm Report. Sieps Verlag. ISBN 978-91-85129-69-0.
- Henning Riecke u. a. (2013). (Hrsg.): Partners for stability. Baden-Baden, Nomos Verlag. ISBN 978-3-8329-6447-4.